# Ixora yunnanensis
Ixora yunnanensis är en måreväxtart som beskrevs av John Hutchinson. Ixora yunnanensis ingår i släktet Ixora och familjen måreväxter. Inga underarter finns listade i Catalogue of Life.